# Утісіба Масато
Утісіба Масато  (яп. 内柴 正人, 17 червня 1978) — японський дзюдоїст, олімпійський чемпіон.

## Виступи на Олімпіадах
| Олімпіада  | Дисципліна           | Місце |
| ---------- | -------------------- | ----- |
| Афіни 2004 | напівлегка категорія | 1     |
| Пекін 2008 | напівлегка категорія | 1     |